# Rachid Jaafar
 (août 2021).
Si vous disposez d'ouvrages ou d'articles de référence ou si vous connaissez des sites web de qualité traitant du thème abordé ici, merci de compléter l'article en donnant les références utiles à sa vérifiabilité et en les liant à la section « Notes et références ».
Rachid Jaafar est un journaliste de télévision marocain de renommée internationale.

## Biographie
Il est le premier journaliste marocain à intégrer La Voix de l'Amérique en 1984.  
Il a également été le chef des correspondants à Abou Dabi Télévision et directeur du département de planification à Al Jazeera.
Il fut aussi le correspondant des deux chaînes à Washington.
Rachid Jaafar, qui a obtenu une licence de l'université de Georgetown et une maîtrise de la prestigieuse Johns Hopkins University (S.A.I.S), a occupé des postes à responsabilité dans plusieurs organisations internationales, y compris les Nations unies. En plus d’être un porte-parole et un journaliste de télévision international, il est également un expert en politique étrangère (politique de l’Amérique latine, du Moyen-Orient et des États-Unis). 